# Gauke Loopstra
Gauke Loopstra (Leeuwarden, 19 augustus 1925 – Zwolle, 31 oktober 2000) was een Nederlandse burgemeester.
Hij werd geboren als zoon van Jan Loopstra (1896-1982) en Reintje van Apeldoorn (1895-1970).
Gauke Loopstra studeerde na zijn middelbareschoolopleiding rechten in Leiden, een studie die hij moest onderbreken vanwege de Tweede Wereldoorlog, zijn militaire dienst en een langdurig verblijf in Indonesië. In 1953 behaalde hij alsnog zijn meesterstitel en trad in dienst bij respectievelijk de gemeente Leeuwarden en de gemeente Ooststellingwerf.
Van 1957 tot en met 1962 was hij burgemeester van de gemeente Finsterwolde, van 1962 tot en met 1973 burgemeester van de gemeente Vlagtwedde, van 1973 tot en met 1980 burgemeester van de Noordoostpolder en van 1980 tot en met 1990 burgemeester van Zwolle. Na het beëindigen van het burgemeesterschap van Zwolle was hij nog gedurende een korte tijd waarnemend burgemeester van IJsselham en Winschoten.

## Militair oefenterrein in Oost-Groningen
In 1971 liepen de emoties in de gemeente Vlagtwedde hoog op naar aanleiding van de plannen om een militair oefenterrein in Oost-Groningen te realiseren. Loopstra, die een voorstander van dit plan was, werd met de dood bedreigd en moest onder politiebegeleiding, na afloop van de raadsvergadering, naar huis worden gebracht. Vrij snel hierna verruilde hij in 1973 het burgemeestersambt in Vlagtwedde voor de Noordoostpolder. Hoe gevoelig deze kwestie in Vlagtwedde was bleek uit het feit, dat drie raadsleden weigerden om zijn afscheidsbijeenkomst bij te wonen.

## Zwolle

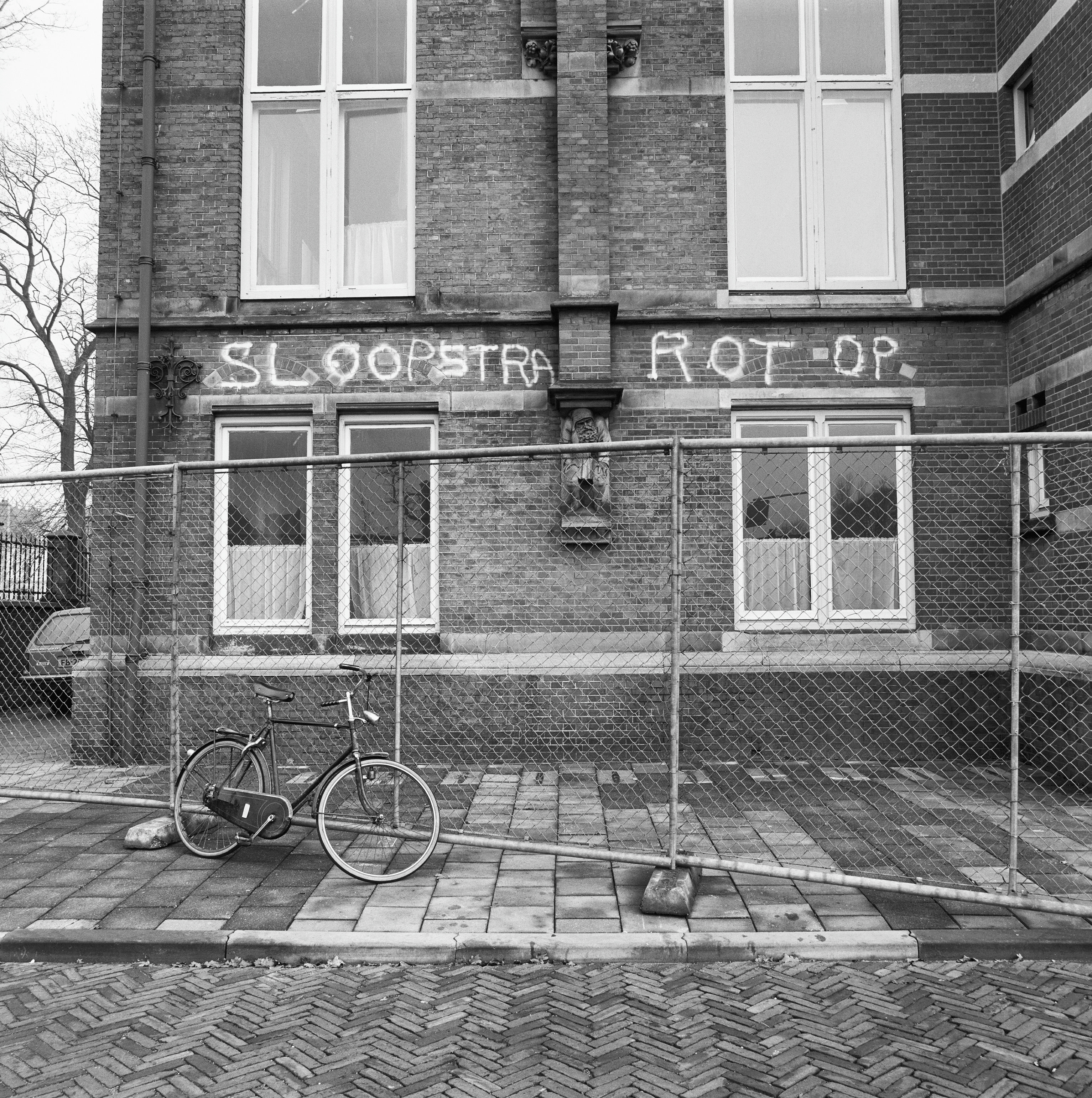
Bekladding op het Gouverneurshuis tegen Loopstra (maart 1985).

In 1984 verbood burgemeester Loopstra een aanstootgevend affiche aan het raam van de stadhuishal te bevestigen voor de expositie "Homohaat en fascisme", ingericht in het stadhuis. De tentoonstelling was gemaakt ter gelegenheid van het Internationale Flikkerfestival op 23 juni 1984. Het verbod van de burgemeester leidde tot een relletje in de pers.
In 1985 werden Loopstra en zijn wethouders fel bekritiseerd om hun besluit het Gouverneurshuis te laten slopen ten gunste van het moderne appartementencomplex de Genverberg; tijdens de afbraak werd het pand beklad met onder meer de tekst "Sloopstra rot op!"